# Йоахім Йостен
Йоахім Йостен (нім. Joachim Joesten; 29 червня 1907, Кельн — серпень 1975) — німецько-американський журналіст і автор бестселерів. Одним з перших (поряд з Томасом Бухананом) відстоював точку зору, що президент Кеннеді був убитий внаслідок змови, в який були залучені ЦРУ, мафія і техаські нафтові магнати.

## Життєпис
Йоахім Франц Йостен народився в Кельні, Німеччина, 29 червня 1907 року, в родині лікаря Йозефа Йостена (не плутати з поетом Йозефом Йостеном) і баронеси Амалії фон Нессельроде-Гугенпот. Після закінчення Римо-католицького коледжу Алоїзія (Roman Catholic Aloisius College) Йоахім провів п'ять років (1925-1930), навчаючись в університетах Кельна, Берліна, Бреслау, Мюнхена, Нансі (Франція) і Мадриду (Іспанія). «Передбачалося, що я буду вивчати право, — згадував Йостен, — але мови і література мені подобалися більше, тому я протримався близько п'яти років, а потім почав писати, залишивши спробу здобути вищу освіту». Свою журналістську діяльність він почав у берлінській Die Weltbühne, редактором якої був пацифіст і антифашист, майбутній лауреат Нобелівської премії миру Карл фон Осецький.
Згідно з даними Гестапо, які були зібрані на Йостена, в 1928 році журналіст оселився в Берліні і відкрив бібліотеку кредитування, яка спеціалізувалася на марксистській літературі. 12 травня 1932 року він вступив до Комуністичної партії Німеччини. Прихід до влади нацистів змусив журналіста, який був противником нового німецького уряду, покинути Німеччину. У березні 1933 року він переїздить до Франції. Спочатку Йостен працював незалежним журналістом у паризькій пресі, потім переїхав у Швецію і протягом наступних кількох років жив майже повністю в Скандинавії, поперемінно працюючи в Стокгольмі, Осло і Копенгагені. В цей час він писав статті для більш ніж десятка американських, британських, французьких, швейцарських і бельгійських газет і журналів, включаючи Time і Life (з 1936 року); The Washington Post (з 1939 року), La Journée industrielle, Le Temps (1936-1938), Journal de Geneve і l'indépendance Belge.
У своїх статтях другої половини 1930-х рр. Йостен попереджав про небезпеку нацистського вторгнення в інші країни. В одній із статей 1935 року він передбачав, що у випадку війни «багато національних армій — в Чехословаччині, Бельгії, Данії або в інших місцях — будуть здивовані, виявивши у своїх тилах або навіть прямо в своїх рядах озброєні банди, сформовані німцями, або їх пособниками». Йостен передбачав війну в Північній Європі, розглядаючи її як результат неминучого зіткнення між Німеччиною і Росією, в якому будуть брати участь скандинавські країни. У 1937 році він вказав, наприклад, що «з укріпленим Аландом і співчутливим урядом в Гельсінкі — дуже ймовірне припущення — для військово-морського флоту і авіації Гітлера було б легко розгромити Червоний флот у Фінській затоці». Проте після тривалого проживання в Данії Йостен виявив, що навіть уряд з соціальними поглядами не є доказом антинацистської зовнішньої політики. Результатом стала його сенсаційна книга «День загибелі Данії», яка була опублікована в Лондоні в січні 1939 року, а через місяць у Нью-Йорку під назвою «Щури в коморі». У книзі Йостен розповів про економічні і політичні відносини Данії з Німеччиною, про таємні торговельні угоди, боргах і зобов'язання між двома країнами, про вплив Німеччини на асигнування на озброєння Данії. Автор прийшов до висновку, що якщо Німеччина вирішить захопити Данію, то зробить це без зайвих зусиль, і, як тільки нацистська армія опиниться на кордоні країни, їй буде наданий привітний прийом. Німеччина захопила Данію менше ніж через рік після виходу книги.
У 1940 році, після вторгнення вермахту в Данію, Йостен втік до Швеції, де потрапив у табір для інтернованих на 5 місяців. Йостену було надано право залишатися в таборі до закінчення війни, або ж покинути країну. Після подачі заявок в кілька латиноамериканських країн на отримання візи йому нарешті вдалося отримати її у генерального консула Республіки Коста-Рика в липні того ж року. Це коштувало йому 35 доларів, хоча офіційна ціна становила 3 долари, і в силу цього він також отримав транзитні візи в Росію, Японію і Панаму. Після звільнення у вересні 1940 року Йостен одружився зі шведською дівчиною Май Нільссон, і 30 вересня вони покинули Стокгольм і вирушили в подорож через Росію і Сибір в Японію. Вони відпливли з Йокогами на японському лайнері Ginyo Maru і прибули 4 грудня у Бальбоа в зону каналу. Там Йостен виявив, що йому продали «індичку» (підроблену візу) і він не міг спуститися з борту; всі інші біженці, які мали костаріканські візи, були в такій самій ситуації. Завдяки втручанню Теда Скотта з газети «Панама-Америка» родині Йостенів нарешті дозволили висадитися в Панамі, і уряд Коста-Рики надав їм нову візу.
Через Японію і Коста-Рику в березні 1941 року вони, нарешті, дісталися до Нью-Йорка. Спочатку після прибуття в США Йостен пропрацював два роки в журналі «Newsweek».
Йостен отримав американське громадянство в 1948 році і в наступні роки був постійним жителем Нью-Йорка, але багато подорожував, збираючи матеріал для своїх книг. У 1967/68 році він також мав нерухомість у Мюнхені (Дрешштрассе, 5), а в листопаді—грудні 1974 року — в Бебінзі у Верхній Баварії (будинок 161).
Точна дата його смерті не відома.

## Розслідування
Йостен був другим після Томаса Буханана («Who Killed Kennedy?») автором книги про вбивство президента Кеннеді. Його книга вийшла в США в липні 1964 року, там він перелічив основних підозрюваних у скоєнні вбивства Кеннеді, не відносячи до них Лі Гарві Освальда, всупереч даним доповіді Комісії Воррена. Йостен стверджував, що Освальд був агентом ФБР і ЦРУ і брав участь в операції, але безпосереднім виконавцем вбивства не був.
Крім того, Йостен відстежував повоєнні дії колишніх нацистів, у тому числі Вернера Наумана та  Герберта Лухта. Він також засудив діяльність терористичної групи La Main Rouge, якою керувала Служба зовнішньої документації та контррозвідки Франції. В інших книгах Йостена також критикується політика того часу та її провідні представники.
Загалом Йостен написав близько 70 науково-популярних книг, деякі з них були перекладені іншими мовами. Він також опублікував сотні газетних статей, зокрема для Die Weltbühne, Die Weltwoche, Foreign Affairs, The Nation, Die Zeit, Gazet van Antwerpen, Newsweek, Quarterly Review, Baron's Wirtschaftszeitung (Нью-Йорк), «Вихідні» (Монреаль) і United Feature Syndicate (Нью-Йорк).

## Зовнішність і особистість
Автор статті про Йостена в біографічному довіднику «Сучасна біографія: Чиї новини і чому» описував журналіста як високого, чорнявого чоловіка. Серед захоплень Йостена були скелелазіння і катання на лижах. Він вільно писав англійською, французькою, німецькою, іспанською, шведською і датською мовами, читав російською, норвезькою, голландською, італійською, португальською.